# 中间冠唇花
中间冠唇花（学名：Microtoena subspicata var. intermedia）为唇形科冠唇花属下的一个变种。